# Nata libera - Le nuove avventure
Nata libera - Le nuove avventure è un film televisivo del 1996, diretto da Tommy Lee Wallace ed interpretato da Jonathan Brandis e Ariana Richards. Venne trasmesso dalla ABC il 27 aprile 1996.
Nata libera - Le nuove avventure fa parte di una serie di film e libri, realizzati dal 1960 e basati sulla vera vita della leonessa Elsa. Il film è stato interamente girato in Sudafrica.

## Trama
Due adolescenti, Rand e Val, salvano una giovane leonessa che è stata domata dai cacciatori. Ora, devono insegnare alla leonessa come sopravvivere in natura.

## Connessioni
Nel 1960, Joy Adamson pubblicò un libro intitolato Nata libera, basato sull'esperienza sua e di suo marito George nel crescere la leonessa Elsa. Il libro è stato seguito da altri due, Living Free (1961) e Forever Free (1963).
Nel 1966, il primo libro fu adattato in un film. Il film ebbe un successo commerciale e critico, portando a un documentario del 1969 intitolato The Lions are Free e poi a un sequel, realizzato nel 1972 e basato sul terzo libro, ma usando il titolo del secondo. Nel 1974, la NBC ha trasmesso una serie di tredici episodi, intitolata Nata libera, con Diana Muldaur e Gary Collins nei panni di Joy e George Adamson. Nel 1996 venne realizzato questo terzo sequel di Nata libera.

## Accoglienza
Carole Horst di Variety Magazine ha scritto: "Brandis e Richards (Jurassic Park) formano una coppia carina, e Noth e Purl fanno del loro meglio con i personaggi magri che gli vengono dati. Il regista Tommy Lee Wallace fa andare avanti le cose, e la fotografia di Johann Scheepers è carina, ma le location sudafricane avrebbero potuto essere utilizzate in modo più efficace e alcune scene sembrano essere state girate su un palcoscenico. Il filmato di animali che vagano intorno alla savana è goffamente intrappolato con i colpi di reazione degli attori, creando un effetto stridente." Tom Gliatto del People Magazine ha dato al film una C- e ha detto: "La parola “avventura” è usata con impudente liberalità. Come con il suo famoso predecessore del film del 1966, questa produzione di due ore coinvolge Elsa, una leonessa addomesticata che ha bisogno di essere rieducata per sopravvivere nel deserto, ma enormi pezzi della storia sono dedicati a Jonathan Brandis (seaQuest) nel ruolo di un adolescente americano imbronciato il cui padre vedovo sta facendo ricerche virali in Africa (dove è stato girato il film). Ma questo non è Born Free, è Tiger Beat."